# Anolis roquet
Anolis roquet és una espècie de sauròpsid (rèptil) escatós de la família Dactyloidae endèmica a l'illa de Martinica, ubicada a les Antilles Menors del Carib.

## Característiques
És força variable en la mida, la forma, l'escamació i la coloració. El dors varia de verd a gris-verd, marró i gris, amb algunes poblacions amb àrees de color blau-verd. El ventre i la papada també varien. Les seves marques inclouen vetes fosques, taques, i galons i marques lleugeres i ratlles als flanc.
És inusual entre els llangardaixos per tenir veu; pot fer un soroll grinyolant quan és capturat.

## Subespècies
Les subespècies són:
- Anolis roquet roquet (Lacépède, 1788)
- Anolis roquet caracoli Lazell, 1972
- Anolis roquet majolgris Lazell, 1972
- Anolis roquet salinei Lazell, 1972
- Anolis roquet summus Lazell, 1972
- Anolis roquet zebrilus Lazell, 1972

Anolis extremus va ser inclòs anteriorment aquí com una altra subespècie.